# Давка в «Виктория-холл»
16 июня 1883 года в «Виктория-холл», Сандерленд, Англия, произошла давка. От компрессионной асфиксии погибли 183 ребёнка возрастом от 3 до 14 лет. Всё произошло на лестнице, на которую дети направились для получения бесплатных игрушек после шоу.

## События
16 июня 1883 года в «Виктория-холл» проходило детское варьете, на котором выступал фокусник Александр Фэй. Для посещения шоу требовались билеты в виде листовок, стоимостью один пенни. Шоу посетили не менее 2000 детей, что гораздо больше количества сидячих мест в холле. Шоу прошло без происшествий. В его конце было объявлено, что дети с определёнными номерами на билетах получат игрушки в партере. Не желая упустить подарок, многие дети (в сопровождении нескольких взрослых для поддержания порядка) устремились к лестнице, ведущей вниз.
Внизу лестницы дверь открывалась внутрь и была заперта на засов таким образом, чтобы оставить щель, достаточную для того, чтобы одновременно мог пройти только один ребёнок. Это было сделано для обеспечения упорядоченной проверки билетов. Те, кто был впереди, оказались в ловушке и были раздавлены насмерть весом толпы позади них. Смотритель Фредерик Грэм тщетно пытался предотвратить давку, а затем взбежал по другой лестнице и вывел примерно 600 детей через другой выход. Тем временем другие взрослые вытаскивали детей одного за другим через узкую щель, прежде чем один мужчина сорвал дверь с петель.

## Последствия
Компрессионная асфиксия в результате давки унесла жизни 183 детей в возрасте от 3 до 14 лет. Королева Виктория направила соболезнования семьям погибших и внесла свой вклад в фонд помощи пострадавшим в давке.
Пожертвования, отправленные со всей Великобритании, составили 5000 фунтов стерлингов (что эквивалентно 535 758 фунтам стерлингов в 2021 году) и были потрачены на похороны детей и мемориал в Моубрей-парке. Мемориал скорбящей матери, держащей на руках мёртвого ребёнка, позже был перенесён на кладбище Бишопвермут, где постепенно пришёл в негодность и подвергся вандализму. В 2002 году мраморная статуя была отреставрирована и перенесена обратно в Моубрей-парк с защитным навесом.
Газетные репортажи о событии вызвали волну национального возмущения. В результате расследования был принят закон, согласно которому общественные развлекательные заведения должны быть оборудованы определённым минимальным количеством открывающихся наружу аварийных выходов. Этот закон до сих пор в силе. Никто не был привлечён к ответственности. Лицо, ответственное за запирание двери, так и не было установлено. «Виктория-холл» использовался до 1941 года, когда был разрушен парашютной бомбой в ходе Второй мировой войны.

## Память
- Ежегодные поминальные службы были организованы в 2010 году «Обществом наследия Старого городка Сандерленда»[8].
- Катастрофа вдохновила шотландского поэта Уильяма Макгонаголла на создание стихотворения под названием «Сандерлендское бедствие»[9].